# Sunny Kingsley Ekeh
Sunny Kingsley Ekeh (Owerri, 9 settembre 1981) è un ex calciatore nigeriano, di ruolo attaccante.

## Carriera
Nato ad Owerri, Kingsley si è trasferito in Portogallo nel 1998 quando era ancora piccolo, entrando a far parte del settore giovanile dell'União Leiria. Ha esordito in prima squadra con i dilettanti dell'União de Tomar, e l'anno successivo si è trasferito al Caldas in terza divisione.
Dopo essersi messo in mostra con le sue ottime prestazioni, Kingsley è approdato in Primeira Liga nell'estate del 2003, firmando un contratto con il Beira-Mar. Ha esordito in campionato il 17 agosto in una sconfitta esterna per 0-1 contro il Marítimo, giocando per 21 minuti. Chiude la sua prima stagione con 33 presenze, delle quali 29 partendo dall'inizio, condite da quattro gol, contribuendo all'11º posto del club di Aveiro.
Nel gennaio 2007 ha firmato un contratto con i ciprioti dell'AEK Larnaca, dopo aver giocato in Egitto con il Zamalek. Chiude la sua prima esperienza con i gialloverdi con 10 presenze e 4 reti, aiutando la sua squadra ad arrivare alle semifinali della Coppa di Cipro. Nel luglio 2008 viene acquistato dagli ucraini del Metalurh Donec'k per 620.000 euro.
Nel luglio 2010, Kingsley ha fatto ritorno all'AEK Larnaca. Ha giocato l'ultima partita della sua carriera il 29 gennaio 2012, realizzando una rete nella vittoria per 6-0 sul Nea Salamis in campionato; si è ritirato dal calcio giocato all'età di 30 anni e ha iniziato a lavorare come capo scout della sua ultima squadra dove ha militato.
Kingsley è tornato a giocare nell'estate 2014 dopo due anni di inattività, firmando un contratto con il Nikos & Sōkratīs Erīmīs, sempre a Cipro.